# Relations entre Israël et la Russie
Les relations entre Israël et la Russie font référence aux relations diplomatiques entre l'État d'Israël et la fédération de Russie. Les deux pays sont membres des Nations unies. Leurs relations diplomatiques ont commencé très tôt, l’Union soviétique ayant soutenu la résolution de l'ONU sur le plan de partage de la Palestine prévoyant un État hébreu  indépendant. En outre, les livraisons d'armes en Israël par la Tchécoslovaquie, pays satellite de l'URSS, ont été un facteur décisif de la victoire israélienne lors de la guerre israélo-arabe de 1948 qui a mené à la fondation de l'État d'Israël.

## Chronologie des relations

### Origines du soutien soviétique aux mouvements sionistes
Le mouvement communiste est historiquement opposé au projet sioniste.
Les représentants du mouvement sioniste contactent les dirigeants russes au début de la Seconde Guerre mondiale, quelques mois avant l’invasion de l’Union soviétique par les Allemands, en juin 1941. Misant sur la victoire rapide des Allemands contre l'alliance franco-britannique, Joseph Staline anticipait la diminution de l'influence britannique sur la Palestine mandataire et souhaitait en bénéficier.
Le président de l’Organisation sioniste mondiale, le Britannique Chaïm Weizmann, rencontre l’ambassadeur soviétique à Londres Ivan Maïski pour évoquer l'avenir de la Palestine. En dépit de l’opposition historique du mouvement communiste au projet sioniste, Ivan Maïski écrit en 1941 à un responsable sioniste : 

« Dans les années 1920, nous ne pouvions que considérer le sionisme comme une agence de l’impérialisme. Maintenant, cependant, toute la situation a changé. Si la Russie soviétique veut s’intéresser au futur du Moyen-Orient, il est évident que les juifs avancés et progressistes de Palestine représentent plus de promesses pour nous que les Arabes retardataires contrôlés par les cliques féodales. »

Ainsi, reconnaissant que le nouvel État ne contrarierait pas ses intérêts, Moscou réserve dans un premier temps son soutien, qui se concrétise après la fin de la guerre.

### Création d'Israël et années suivantes

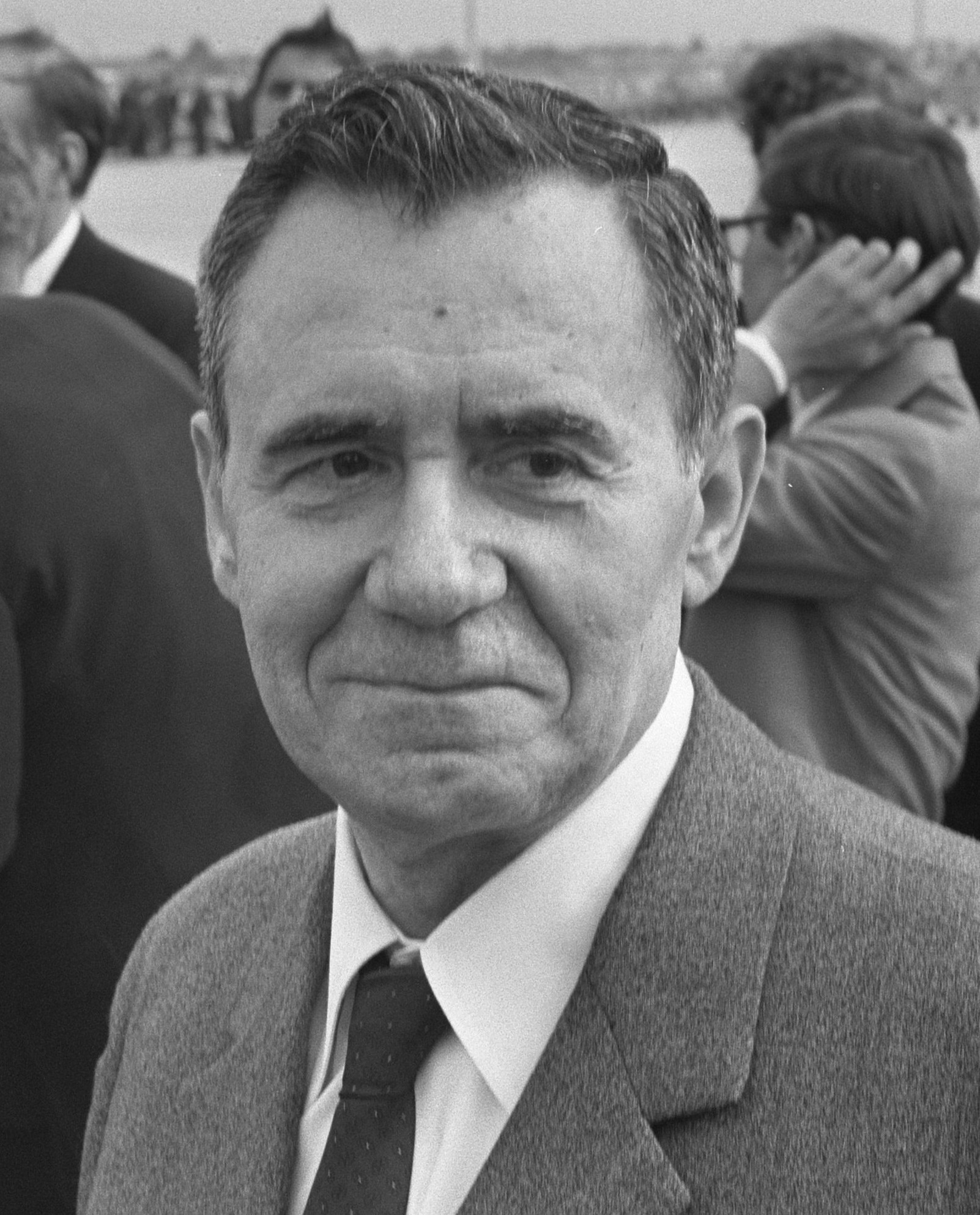
Andreï Gromyko, ministre soviétique des Affaires étrangères entre 1957 et 1985, puis dirigeant de l'Union soviétique de 1985-1988

Le 14 mai 1947, le futur dirigeant de l'Union soviétique Andreï Gromyko, alors vice-ministre soviétique des Affaires étrangères, monte à la tribune de l’Assemblée générale des Nations unies et se prononce pour « un État judéo-arabe unique avec droits égaux pour les juifs et les Arabes », puis déclare :

« S’il se trouvait que cette solution fût irréalisable en raison des relations de plus en plus tendues entre juifs et Arabes, je prône le partage de ce pays en deux États indépendants, un État juif et un État arabe. »

En novembre 1947, le gouvernement d'Union soviétique accepte le plan de partage de la Palestine en deux États, un juif et un arabe. L'URSS est par la suite l’un des premiers pays à reconnaître l'État d'Israël après sa création en mai 1948 tandis qu'un an plus tard, Moscou vote en faveur de l'admission d'Israël aux Nations unies.
Sur le plan militaire, l’URSS apporte son aide à la cause sioniste dès le mois de mai 1947, alors que l’achat d’armes devient une priorité pour David Ben Gourion, fondateur et Premier ministre d'Israël à partir de 1948. Entre 1948 et 1951, à la suite de pressions soviétiques, la Tchécoslovaquie livre à Israël lors de l'opération « Balak » des armes légères et lourdes, y compris des chars et des avions de combat, et assure la formation des militaires. Un pont aérien s’organise entre la ville tchèque de Zatec et Israël, permettant aux forces juives d'acquérir pour près de 22 millions de dollars d’armes.

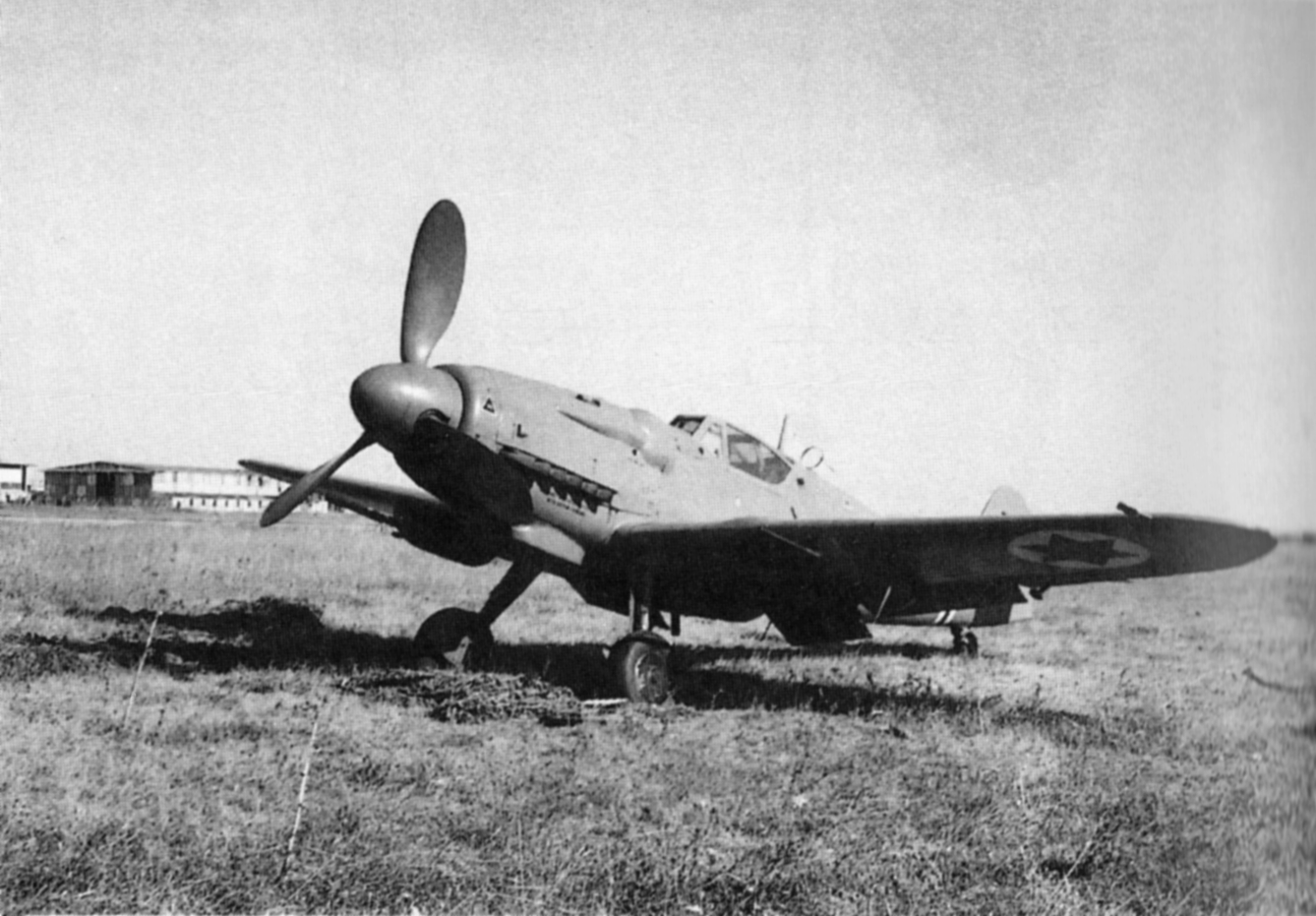
Avia S-199 israélien livré par la Tchécoslovaquie, 1948.

Parallèlement, une brigade de 2 000 volontaires arrive en décembre 1948 de Prague en Israël, avant d'être intégrée dans Tsahal. Environ 200 000 Juifs d’Europe orientale arrivent entre 1948 et 1951, soit un tiers de l’immigration en Israël.
Néanmoins, ce soutien soviétique, essentiellement motivé par une volonté de contrer l'influence de la Grande-Bretagne au Moyen-Orient, ne permet pas l'établissement de bonnes relations bilatérales entre l'URSS et le nouvel État. En août 1948 en pleine guerre israélo-arabe et, au début de la guerre froide, David Ben Gourion, fondateur et premier ministre d’Israël, accueille le premier ambassadeur américain, James Grover McDonald et déclare :

« Israël salue le soutien russe aux Nations unies, mais ne tolérera pas de domination soviétique. Non seulement Israël est occidental dans son orientation, mais notre peuple est démocrate et réalise qu’il ne peut devenir fort et rester libre qu’à travers la coopération avec les États-Unis. »

Parallèlement, Staline applique sur son territoire, à partir de 1953, une politique antisémite, illustrée notamment par l'affaire du complot des blouses blanches, qui amène les relations entre Israël et l'Union soviétique à se dégrader fortement dans les années 1950. Le refus de l'URSS, pays hermétiquement fermé, de permettre aux juifs qui y résident d'émigrer en Israël, est aussi une cause de tensions.
Ce « grand écart soviétique » caractérisé par un soutien à Israël sur la scène internationale et une répression des juifs en URSS, s'épuise au début des années 1950, alors Israël s’arrime à l’Occident, notamment lors de la guerre de Corée (1950-1953), pendant laquelle Moscou et Washington soutiennent deux camps opposés.
Les relations diplomatiques entre les deux États sont rompues en février 1953 à la suite d'un attentat à la bombe, contre la légation soviétique à Tel-Aviv, avant d'être rétablies le 20 juillet 1953, après la mort de Staline par son successeur Nikita Khrouchtchev. Mais les deux États gardent des positions antagonistes, Moscou se rapprochant des pays arabes en guerre contre Israël tandis que l'État hébreu continue de se rapprocher du bloc de l'Ouest.
En 1955, la Tchécoslovaquie, qui avait armé le proto-État sioniste contre les armées arabes coalisées huit ans auparavant, signe un traité de coopération militaire avec l'Égypte de Nasser principal ennemi d'Israël dans la région,. Par ce traité, l’Égypte obtient de l’armement lourd moderne soviétique : avions de combat, chars, véhicules blindés, artillerie, navires de guerre et sous-marins.

### Pendant la guerre des Six jours
Le 23 mai 1967, le gouvernement soviétique déclare que Moscou sera aux côtés des pays arabes s’ils sont attaqués par Israël. Néanmoins, l'Union soviétique n'envisage pas un conflit à court terme au moment de cette déclaration, et cherche à élaborer une solution pacifique aux tensions croissantes entre l'Égypte et Israël pour le contrôle du détroit de Tiran. Lorsque la guerre des Six Jours éclate, l'URSS, prise de court, ne peut agir que par la voie diplomatique, et appelle Israël à « cesser immédiatement et inconditionnellement les hostilités, et à replacer ses troupes derrière la ligne de cessez-le-feu ». Le 6 juin, l'URSS soutient une résolution du conseil de sécurité de l'ONU appelant à la fin des hostilités. Cependant, l'offensive israélienne en Égypte, Syrie et Jordanie se poursuit jusqu'au 10 juin, alors que l'URSS demande au conseil de sécurité des mesures urgentes pour mettre fin au conflit. Le même jour, l’URSS rompt pour la deuxième fois ses relations diplomatiques avec Israël, qui ne seront rétablies qu'avec la chute du bloc soviétique en 1991,.

### Pendant la guerre du Kippour
Lors de la guerre du Kippour en 1973, l'Union soviétique soutient l'armée égyptienne après que le président égyptien Anouar el-Sadate a menacé de se tourner vers les États-Unis s'il ne recevait pas d'armes de haute technologie pour rivaliser avec l'armée israélienne équipée par les Américains. Lors de ce conflit, les systèmes de défense antiaérienne déployés avec l’aide soviétique empêchent Israël d’acquérir la maîtrise de l’espace aérien comme en 1967. Grâce aux efforts de l’URSS, le Conseil de sécurité de l’ONU adopte le 23 octobre une résolution demandant la cessation immédiate des hostilités, tandis que l’URSS prend la décision de mettre en alerte sept divisions aéroportées, indiquant que Moscou ne permettrait pas la défaite de l’Égypte. En réaction, les Israéliens stoppent leurs opérations militaires et acceptent le cessez-le-feu demandé par l'ONU.

### Reprise des relations diplomatiques
En 1979, l'Égypte fait la paix avec Israël lors des accords de Camp David (pour lesquels Menahem Begin et Anouar el-Sadate reçurent le prix Nobel de la paix), et gèle ses relations avec l'URSS, préférant un rapprochement avec les États-Unis. Ce bouleversement géopolitique contribue à diminuer l'influence russe au Moyen-Orient, privant l'URSS de la possibilité de jouer la « carte arabe » contre Israël alors que les années suivantes, la guerre Iran-Irak devient le nouveau principal conflit de la région.
Israël et l'Union soviétique entament leur rapprochement à partir de 1986, à la suite d'une rencontre officielle à Helsinki entre des délégations consulaires des deux États.
En octobre 1991, après 24 ans de rupture, le président de l'URSS Mikhaïl Gorbatchev rétablit les relations diplomatiques entre les deux pays, deux mois avant la dislocation de l'Union soviétique, et permet la libre émigration des juifs. Entre 1989 et 2002, on estime que près d'un million d'entre eux émigrent en Israël, et constituent au début des années 2020 entre 15 et 20 % de la population d'Israël,. Par la suite, de nombreux Israéliens d'origine russe occupent des postes gouvernementaux importants (notamment Avigdor Liberman, ministre israélien de la Défense entre 2016 et 2018), entretenant une proximité entre l'État hébreu et leur pays d'origine,.

## Depuis la fin de la guerre froide
En avril 1994, le Premier ministre israélien Yitzhak Rabin est à Moscou, pour la première visite d'un chef du gouvernement israélien en Russie depuis la fin de la guerre froide, et consacre la pleine normalisation des relations bilatérales. Rabin reçoit le prix Nobel de la paix en octobre de la même année pour la signature des accords de paix israélo-palestiniens à Oslo.
À la suite de l'élection de Vladimir Poutine à la présidence russe en 2000, les relations entre Israël et la Russie sont caractérisées par des fortes affinités, mais aussi d'importantes divergences en raison de la proximité que la Russie entretient avec des pays ennemis d'Israël au Moyen-Orient, comme l'Iran et la Syrie.
Au début des années 2000, des soulèvements ont lieu simultanément dans les deux États : la seconde intifada en Israël et la seconde guerre de Tchétchénie en Russie. Les gouvernements russes et israéliens affichent l'objectif commun de combattre le terrorisme islamiste.

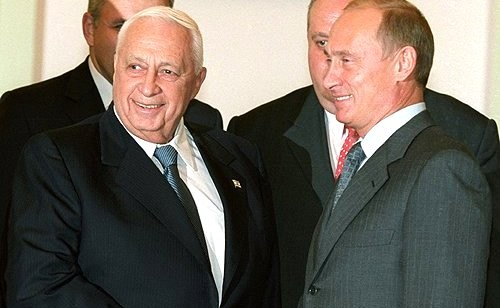
Rencontre entre Ariel Sharon et Vladimir Poutine en 2003

En 2005, Vladimir Poutine se rend en Israël pour une visite historique et déclare que la Russie est un allié stratégique d'Israël, lors d'un entretien avec le premier ministre israélien, Ariel Sharon.
À partir de 2009, une série de contrats portant sur l’achat, le transfert de technologies et la localisation de la production de drones à Ekaterinbourg ont été signés pour un montant qui atteint près de 900 millions de dollars en 2015.
Au milieu des années 2010, la guerre de Gaza en 2014 et l'accord de Vienne sur le nucléaire iranien en 2015 provoquent un refroidissement des relations israélo-américaines. Dès lors, pour Jérusalem, la Russie entre dans une logique de diversification des partenariats visant à pallier les conséquences des divergences survenues avec l’administration de Barack Obama.
Illustration importante du rapprochement des deux États, Israël s'abstient de condamner à l'ONU l'annexion de la Crimée par la Russie en 2014, alors que l'ensemble des pays de l'ancien bloc de l'Ouest l'interprètent comme une agression militaire,. En 2015, le volume des échanges commerciaux entre les deux pays est de près de 2,3 milliards de dollars, contre seulement 12 millions de dollars en 1991.
Le 22 octobre 2021, le nouveau Premier ministre israélien Naftali Bennett est reçu par Vladimir Poutine dans une villa de Sotchi, sur les bords de la mer Noire. Poutine déclare que Moscou et Israël cultivent des « liens uniques », espérant la poursuite de la « relation de confiance » qu'il entretenait avec le précédent gouvernement israélien.

### Impact de la guerre civile syrienne
En septembre 2015, la Russie intervient militairement en Syrie dans le camp pro-gouvernemental quatre ans après le début de la guerre civile. Si cette intervention accentue les divergences entre les deux États dont les positions sont opposées dans le conflit syrien, le premier ministre israélien Benjamin Netanyahu et Vladimir Poutine se rencontrent à Moscou pour coordonner leurs actions militaires et éviter tout risque de confrontation. Le 15 octobre 2015, le Kremlin annonce une « ligne directe » entre la base aérienne russe de Hmeimim en Syrie et la Kirya à Tel-Aviv pour éviter des incidents,.
Le 7 juin 2016, Benyamin Nétanyahou se rend à Moscou pour la troisième fois depuis septembre 2015, afin de prendre part avec Vladimir Poutine aux célébrations du 25e anniversaire du rétablissement des relations diplomatiques entre Israël et la Russie.

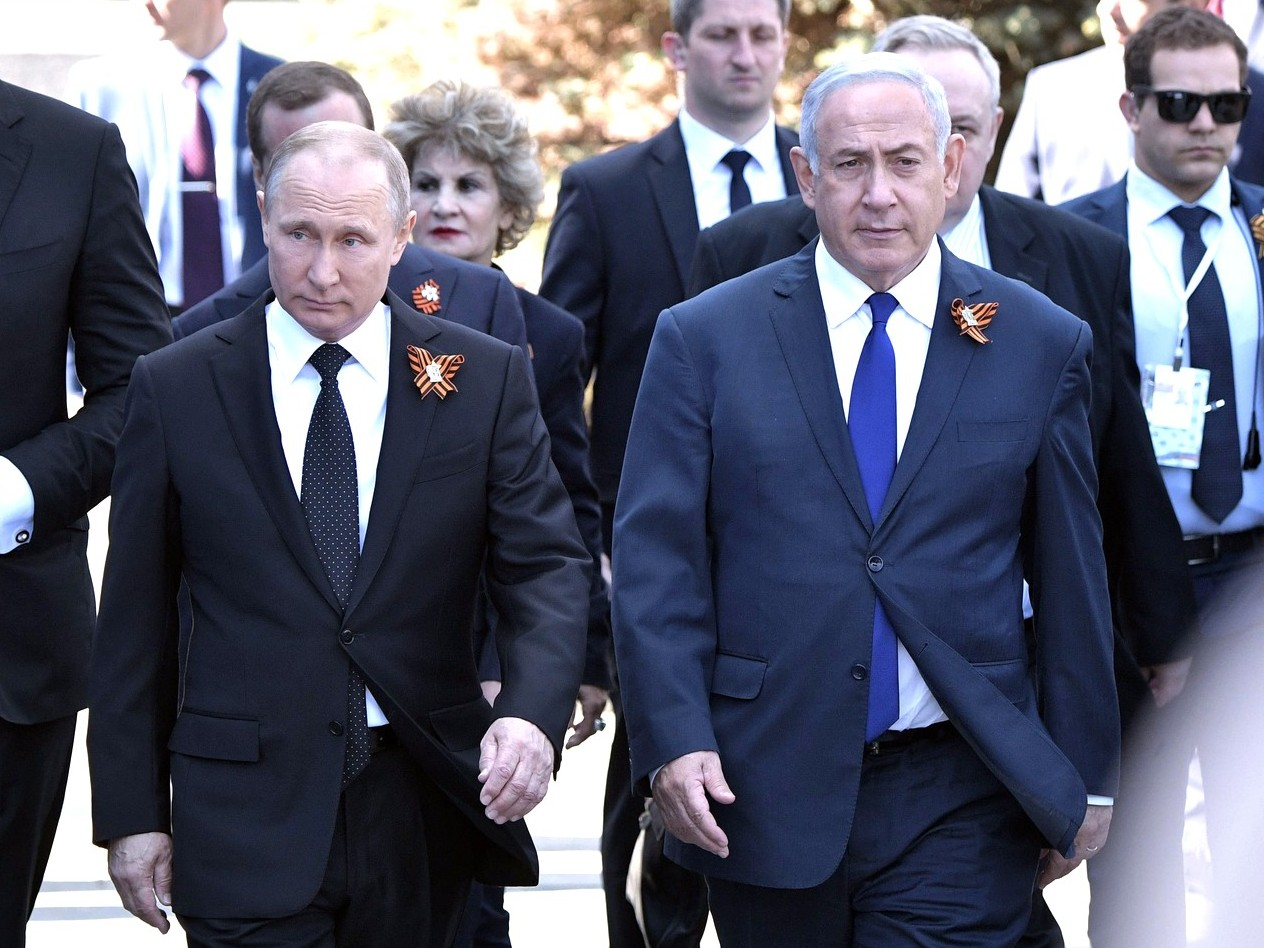
Vladimir Poutine et Benjamin Netanyahu à Moscou en 2018

Pendant l'année 2018, l'aviation israélienne bombarde de manière répétée les forces pro-gouvernementales en territoire syrien ciblant particulièrement les forces iraniennes et le Hezbollah. L'objectif d'Israël est d'empêcher les Iraniens et leurs auxiliaires de s'implanter militairement en Syrie afin de menacer et attaquer Israël à partir du territoire syrien et de construire une ligne logistique d’approvisionnement d'armes d'Iran au Hezbollah au Liban.
Parallèlement, Benjamin Netanyahu continue de se rendre régulièrement à Moscou pour ménager Vladimir Poutine, alliée de l'armée syrienne, mais qui tolère les frappes israéliennes, compréhensif des préoccupations sécuritaires de l'État hébreu,. De facto, les deux États assument leurs divergences sur le sujet syrien, tout en faisant en sorte qu'elles n'impactent pas négativement leurs relations bilatérales, alors que les deux chefs d'État entretiennent de fortes affinités personnelles.
L’ancien ministre israélien de la Défense Moshe Yaalon déclare à ce sujet : « Nous pouvons faire la différence entre un Su-24 syrien et un Su-24 russe ; les Russes aussi. Ils ne se mettent pas en travers de notre chemin ; on ne se met pas en travers du leur. ».

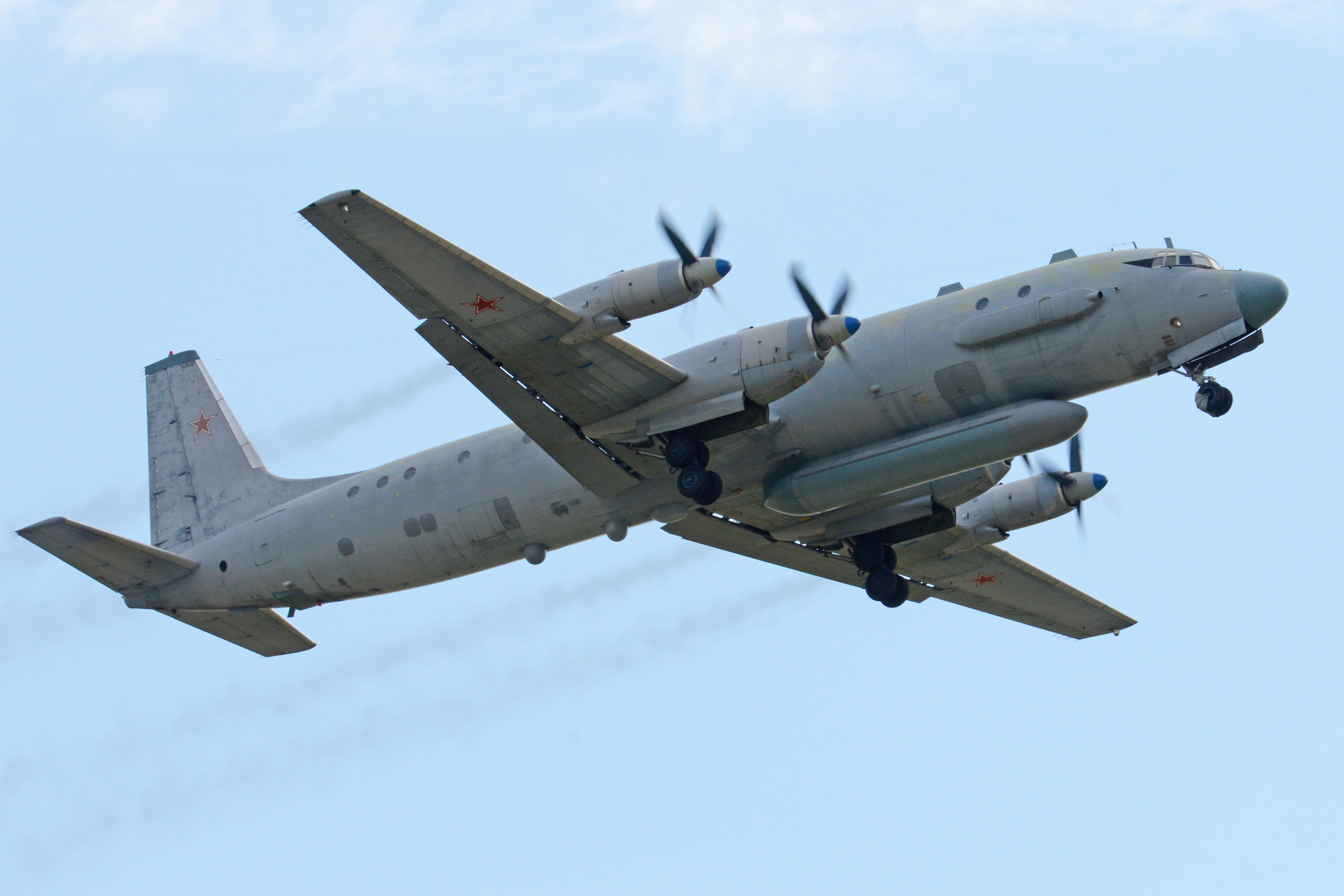
Un Iliouchine Il-20 russe

En septembre 2018, un avion russe est toutefois abattu par erreur par la défense anti-aérienne syrienne, celle-ci s'étant déclenchée après le bombardements par quatre F-16 israéliens d'un dépôt de munitions de l'Institut des industries techniques, dans la périphérie de Lattaquié. Les 15 soldats russes à bord de l'Iliouchine Il-20 sont tués. Israël reconnaît son implication dans les bombardements à Lattaquié et exprime sa tristesse pour la mort des militaires russes, mais dément s'être servi de l'appareil russe comme couverture pour échapper aux tirs syriens. La Russie réagit en renforçant sa défense anti-aérienne en Syrie et exigeant qu'Israël cesse ses raids aériens. Mais cet incident n'a pas d'incidence significative sur les relations entre les deux États qui annoncent renforcer leur coopération. Au contraire, paradoxalement, la Russie interdit la Syrie d'utiliser contre l’aviation israélienne les batteries de missiles anti-aériens S-300 et S-400 qu’elle lui a fournies.
En 2021, le ministre des affaires étrangères Yaïr Lapid décrit cette situation de cohabitation entre les deux puissances militaires en déclarant que « Israël détient une frontière commune avec la Russie ». En décembre 2022, Vladimir Poutine salue le retour de Benjamin Netanyahu à la tête du gouvernement israélien, et déclare vouloir renforcer la coopération avec Israël.

### Impact de l'invasion de l'Ukraine par la Russie en 2022
En 2022, l'invasion de l'Ukraine par la Russie place Israël, qui a de bonnes relations avec ces deux pays (y compris avec l'Ukraine dont le président Volodymyr Zelensky est juif), dans une position délicate. Alors que les États-Unis et l'Union européenne prennent le parti de l'Ukraine et imposent de sévères sanctions à la Russie, Israël ne peut se permettre de suivre ses alliés traditionnels en connaissant le pouvoir de nuisance de la Russie dont l'armée est présente en Syrie voisine. Le chef de la diplomatie israélienne Yaïr Lapid dénonce comme une « grave violation de l’ordre mondial » l’invasion russe de l’Ukraine, mais souligne aussi les « liens anciens et profonds » unissant son pays à la Russie et à l’Ukraine, principaux viviers de « l'aliyah », l’immigration juive en Israël.

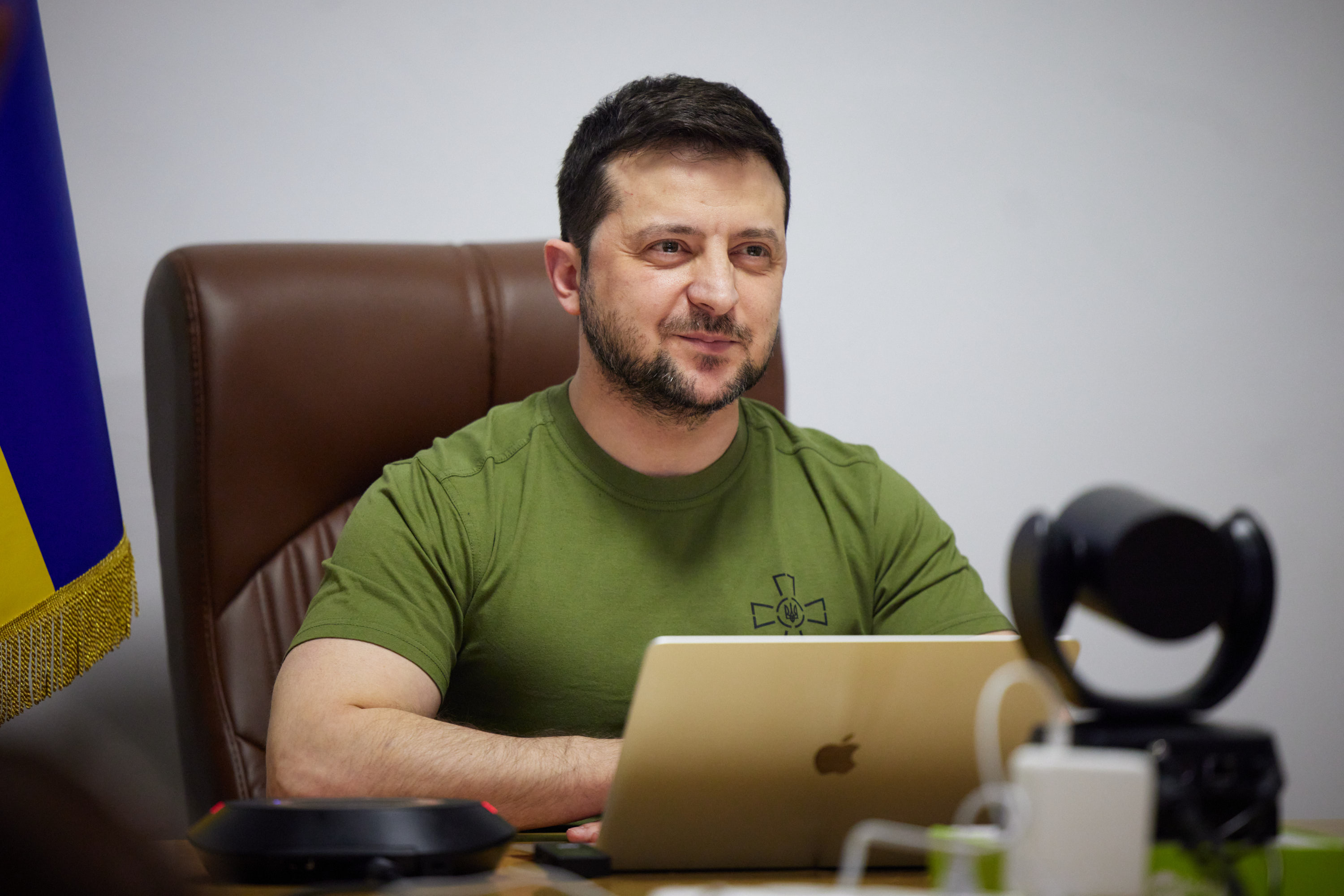
Volodymyr Zelensky, président ukrainien pendant l’invasion russe, est issu de l'importante communauté juive de son pays à l'instar de Golda Meir, né à Kiev en 1889 et Premier ministre d'Israël entre 1969 et 1974.

Le 2 mars, Israël soutient une résolution de l'Assemblée générale des Nations unies dénonçant la guerre menée par Moscou et exigeant que la Russie retire ses troupes d'Ukraine, mais refuse de se joindre aux sanctions économiques engagées contre ce pays et certains de ses dirigeants. Trois jours plus tard, le Premier ministre israélien Naftali Bennett lance une médiation dans le conflit, avec des visites à Moscou où il rencontre Vladimir Poutine, à Berlin où il rencontre le chancelier allemand Olaf Scholz, et un entretien téléphonique avec le président ukrainien Volodymyr Zelensky. Peu de détails filtrent sur le contenu des discussions, alors que les services de Naftali Bennett n'ont pas explicitement mentionné l'invasion russe, se contenant d'évoquer la « situation des Israéliens et des communautés juives à la suite du conflit ». Le 16 mars, le quotidien britannique Financial Times indique que Naftali Bennett a fourni aux Russes et aux Ukrainiens un « plan » en 15 points destiné à mettre fin à la guerre. Celui-ci assurerait que l’Ukraine renonce à toute adhésion à l’OTAN et à toute présence de forces de l’OTAN sur son territoire, en échange de quoi elle bénéficierait d’une protection de pays alliés tels que les États-Unis, le Royaume-Uni ou la Turquie. Mais tous ces efforts de médiation sont des échecs et la guerre monte en intensité.
À défaut de soutenir l'effort de guerre défensif de l'Ukraine, Naftali Bennett annonce l'envoi en Ukraine de 100 tonnes de matériel humanitaire composée de purificateurs d’eau, de matériel médical, de médicaments, de tentes, et de couvertures et sacs de couchage. Mais ces livraisons paraissent dérisoires au regard des besoins défensifs de l'Ukraine, alors que Volodymyr Zelensky demande à l'État hébreu de lui fournir la technologie de son « Dôme de fer » pour protéger Kiev des bombardements, mais se heurte au refus israélien.

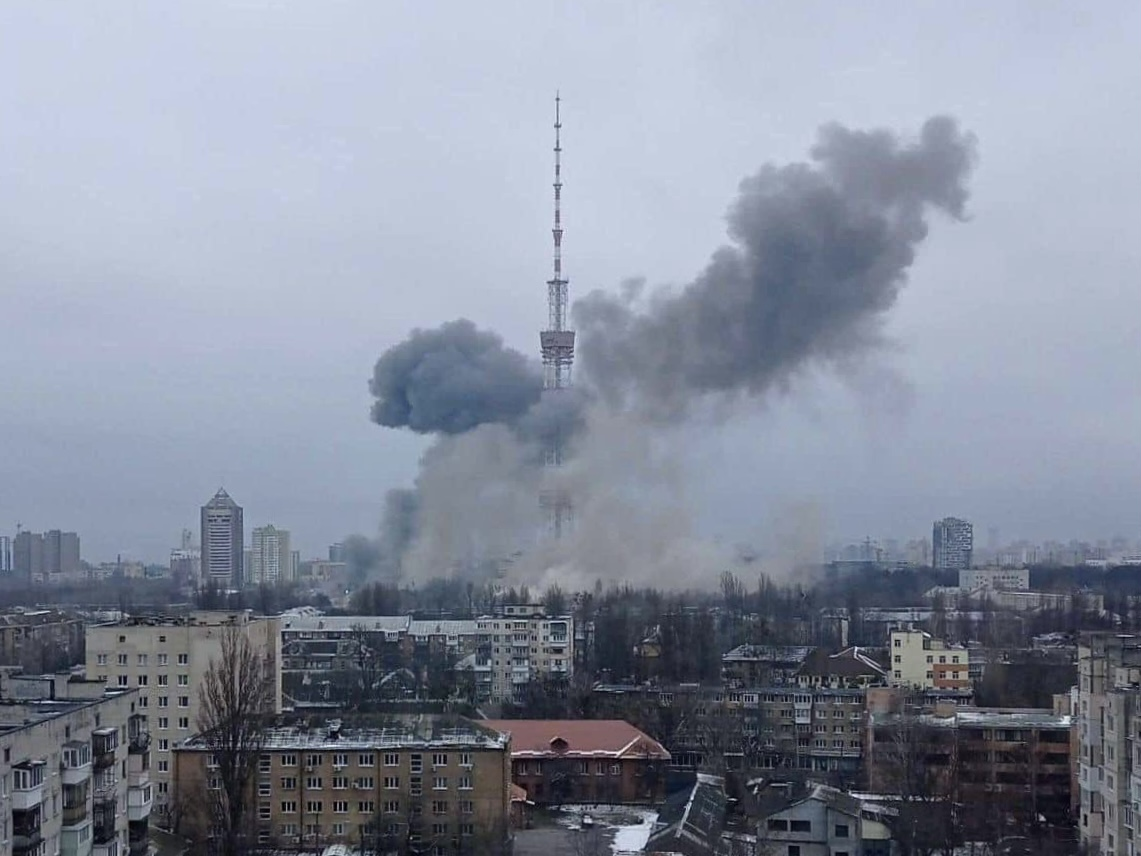
Bombardement de Kiev par l'armée russe pendant l'invasion de l'Ukraine par la Russie en 2022

Parallèlement, plusieurs oligarques russes juifs décident de s'installer en Israël pour y obtenir la nationalité en bénéficiant de la « loi du retour », qui stipule que tout juif s’installant en Israël reçoit instantanément la citoyenneté du pays, et échapper ainsi aux sanctions occidentales. Le plus célèbre d'entre eux est Roman Abramovitch le propriétaire russe du club de football londonien de Chelsea. Israël, qui ne participe pas au programme de sanctions contre la Russie, accueille avec satisfaction cette immigration de juifs fortunés, dont la majorité a déjà investi dans des sociétés ou fondations philanthropes israéliennes. Au total dans les deux premiers mois de la guerre, plus de 10 000 Russes sont entrés en Israël, ainsi que 24 000 Ukrainiens, représentant la plus importante vague d'immigration en Israël depuis la fin de la guerre froide. Parmi eux, plusieurs opposants russes fuient la dérive autoritaire de Vladimir Poutine sur la scène intérieure, depuis le déclenchement du conflit en Ukraine. 

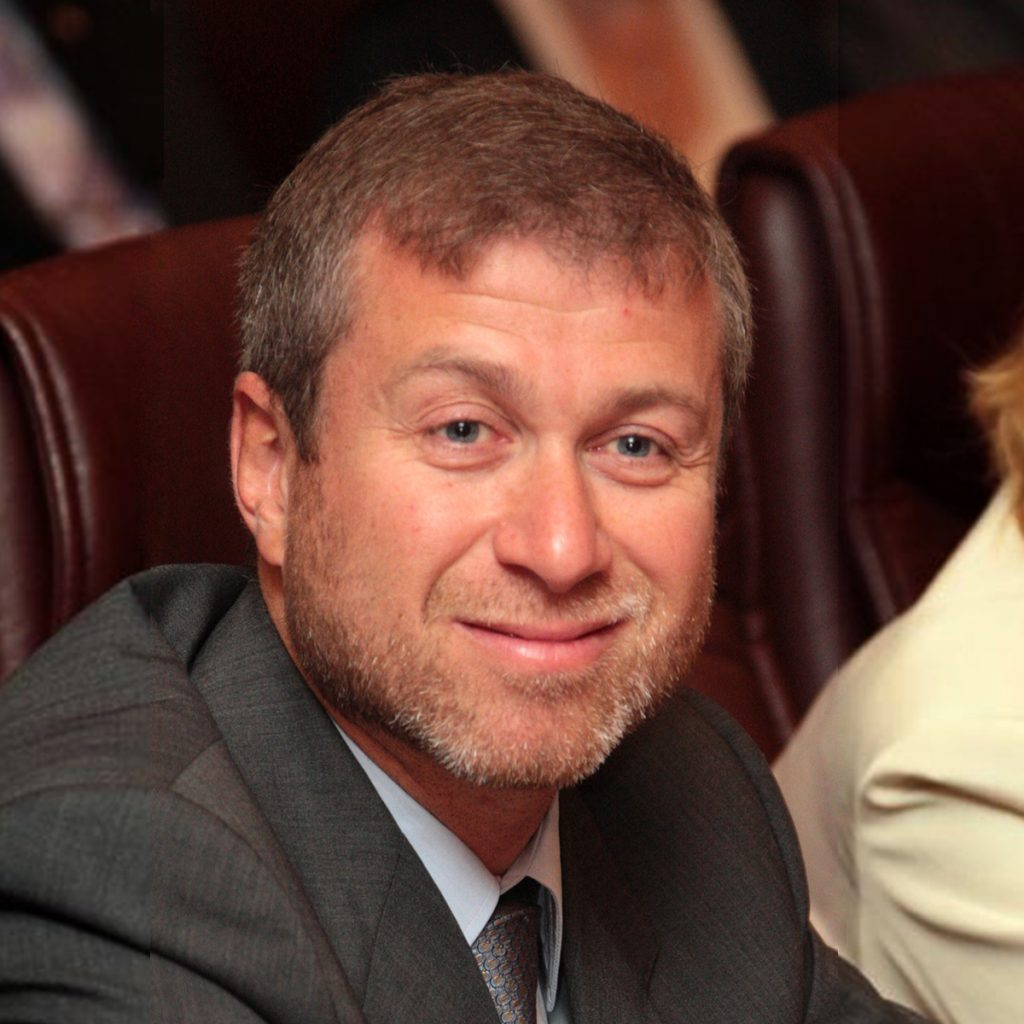
Roman Abramovitch, célèbre milliardaire russo-israélien, émigre en Israël pendant l'invasion de l'Ukraine par la Russie en 2022.

Du côté des partis politiques arabes palestiniens, l'embarras causé par la guerre russo-ukrainienne est similaire. Ces derniers sont tiraillés entre le soutien historique apporté par l'Union soviétique (dont faisait aussi partie l'Ukraine, mais sous la férule de Moscou) à la résistance arabe, et leur empathie envers l'Ukraine qu'ils considèrent comme agressée et occupée, comme la Palestine, par une armée avec une puissance de feu destructrice. Ce tiraillement entre Moscou et Kiev pousse le leadership palestinien, à Ramallah comme à Gaza, à opter pour une neutralité silencieuse en s’abstenant de soutenir ou de condamner l’invasion russe.
Les relations entre Israël et la Russie se tendent le 17 avril lorsque le ministère russe des Affaires étrangères convoque l'ambassadeur israélien à Moscou Alex Ben-Zvi pour protester contre le soutien du chef de la diplomatie israélienne, Yaïr Lapid à la suspension de la Russie du Conseil des droits de l'homme de l'ONU pour les exactions de l'armée russe en Ukraine. Deux semaines plus tard, celles-ci se tendent davantage à la suite des déclarations antisémites du ministre russe des Affaires étrangères Sergueï Lavrov à propos du président ukrainien Volodymyr Zelensky : « Je crois que Hitler aussi avait du sang juif. Depuis longtemps, nous entendons les sages juifs dire que les plus grands antisémites sont les Juifs eux-mêmes. ». Ces déclarations suscitent un tollé en Israël, dont le premier ministre Naftali Bennett déclare en réponse : « Ces propos sont faux et leurs intentions sont mauvaises. Le but de tels mensonges est d’accuser les Juifs eux-mêmes des crimes les plus horribles de l’histoire perpétrés contre eux et d’absoudre les ennemis d’Israël de toute responsabilité. ». Mais cet épisode de tension prend fin rapidement, lorsque Naftali Bennett, annonce que, dans une conversation téléphonique, Vladimir Poutine lui avait présenté des excuses pour les propos tenus par Lavrov. Le premier ministre israélien s’en satisfait et en profite, à l’approche du défilé militaire du 9 mai à Moscou, pour rappeler l’importance du rôle de l’Armée rouge dans la défaite du Troisième Reich.
Simultanément, plusieurs industriels israéliens de l'armement critiquent la neutralité d'Israël dans le conflit russo-ukrainien, se privant ainsi d'importants marchés pour leurs exportations. En outre, certains s'inquiètent des conséquences pour la réputation d'Israël en tant que fournisseur d'armes, si celle-ci décide de tenir compte de l'identité politique de ses clients et de l'usage  qu'ils pourraient faire de ces armes avant de leur en fournir.
À la mi-mai, certains observateurs de terrains indiquent qu’un missile syrien aurait pour la première fois visé des avions israéliens, un potentiel message d’avertissement des Russes à l’intention de l’État hébreu pour qu’il baisse le rythme de ses incursions en Syrie ou les concentre sur certaines zones.
En septembre, Israël annonce l'accueil et la prise en charge d'une vingtaine de militaires ukrainiens blessés, tandis que les flux migratoires en provenance de Russie s'accélèrent depuis l'annonce par Vladimir Poutine d'une mobilisation des réservistes pour les envoyer au front ukrainien.
En octobre, alors que Moscou se rapproche de Téhéran, ennemi principal de Tel-Aviv en se faisant livrer des drones kamikazes iraniens Shahed-136 pour bombarder Kiev, l’Ukraine réitère sa demande à Israël de lui fournir un système de défense aériens comme le « Dôme de fer », citant le danger posé par les drones et missiles balistiques iraniens. En réaction, l’ancien président russe Dimitri Medvedev met en garde l'État hébreu contre le risque d'une « destruction de toutes leurs relations inter-étatiques » bilatérales si Israël venait à livrer des armes à l'Ukraine. Le ministre israélien de la Défense Benny Gantz lui répond qu’Israël ne compte pas fournir d’armes à l’Ukraine, mais continuera de lui fournir de l'aide humanitaire, et envisage de lui fournir des systèmes d’alerte déclenchés en cas de bombardements similaires à ceux utilisés dans les villes israéliennes.

### Impact de la guerre à Gaza depuis 2023
En 2023, en raison du début de guerre à Gaza faisant suite au massacre du festival de musique de Réïm, plusieurs chefs du Hamas sont reçus à Moscou, révélant un changement de la position russe dans le conflit israélo-palestinien. Le gouvernement israélien condamne cet accueil comme, « un acte obscène de soutien au terrorisme et de légitimation du Hamas ».
Selon la journaliste Marion Van Renterghem, Vladimir Poutine aurait compris qu'en prenant le parti du Hamas, il saisissait une occasion de devenir le leader du « sud global » contre l'« impérialisme américain », alors que les États-Unis ont rapidement apporté un soutien militaire très significatif à Israël. Ce faisant, il cherche à obtenir des soutiens internationaux parmi les pays musulmans arabes, asiatiques et africains dans la guerre en Ukraine qui se poursuit.